# Альмейда Боске, Хуан
Хуа́н Альме́йда Бо́ске (исп. Juan Almeida Bosque, 17 февраля 1927 — 11 сентября 2009) — кубинский революционер, военный и политический деятель. Один из руководителей Движения 26 июля. После победы Кубинской революции — вице-президент.

## Биография
Родился в Гаване в бедной негритянской рабочей семье. В 11 лет был вынужден оставить школу и начал работать каменщиком. Позже поступил на юридический факультет Гаванского университета, где сдружился с Фиделем Кастро. С марта 1952 года входил в состав подпольной группы.
Участвовал в штурме Казармы Монкада 26 июля 1953 года, за что был приговорен к 10 годам заключения. В 1955 году помилован, эмигрировал в Мексику и продолжил революционную борьбу. В 1956 году участвовал в высадке повстанцев с яхты «Гранма». В 1957 году начал командовать одним из партизанских отрядов, получил звание капитана.
27 февраля 1958 года получил высшее звание Команданте (стал третьим, получившим это звание, после Эрнесто Че Гевары и Фиделя Кастро. Командовал III фронтом, действовавшим в провинции Орьенте. Был символом расового равенства в повстанческой среде.
После победы кубинской революции 1 января 1959 года был в руководстве Революционных вооруженных сил Кубы (РВС), командующий сухопутными войсками. В 1960—1963 — войсками РВСК в Центральной зоне, в 1963—1968 — заместитель министра РВС. Под его руководством был ликвидировано повстанческое формирование Освальдо Рамиреса, сам Рамирес убит.
27 февраля 1998 года награждён золотой звездой Героя Кубы..
В 1961—1965 — член Национального руководства Объединённых революционных организаций, затем член Национального руководства Единой партии социалистической революции Кубы (с 1965 года — Коммунистическая партия Кубы (КПК)). С октября 1965 года — член Политбюро ЦК КПК, с декабря 1975 года — председатель Национального комитета партийного контроля КПК (в декабре 1978 г. преобразован в Национальный контрольно-ревизионный комитет КПК). С 1976 года — депутат, заместитель председателя Государственного совета республики (фактически вице-президент страны).

Был президентом национального руководства Ассоциации ветеранов кубинской революции (ACRC).
Автор революционного лозунга «Здесь никто не сдаётся!».

Его авторству принадлежат около 300 песен и музыкальных композиций. Написал три тома воспоминаний о своем участии в революционной деятельности.

## Кончина
Скончался 11 сентября 2009 года в Гаване от сердечного приступа в возрасте 82 лет. 13 сентября было объявлено национальным днём траура.

Похоронен в Мавзолее героев Третьего Восточного фронта, в горах Сьерра-Маэстра близ Сантьяго-де-Куба.
Фидель Кастро о его кончине:
Уже много часов я смотрю по телевидению, как вся страна чтит память Команданте Революции Хуана Альмейды Боске. Я думаю, что встретить смерть было для него таким же долгом, как все, что он выполнял на протяжении своей жизни; он не знал, да и мы тоже, сколько печали принесет нам известие о его физическом отсутствии.
Я имел привилегию его знать: молодой негр, рабочий, боец, который сначала был командиром революционной ячейки, затем бойцом «Монкады», товарищем по тюрьме, капитаном взвода при высадке с яхты «Гранма», офицером Повстанческой армии – остановленным в своем продвижении пулевой раной в грудь во время яростного сражения при Уверо, – командиром колонны, направлявшимся, чтобы создать Третий восточный фронт, товарищем, делившим руководство нашими силами в последних победных боях, которые свергли тиранию.
Я был привилегированным свидетелем его образцового поведения в течение более полувека героического и победоносного сопротивления, в борьбе с бандитами, в контрударе на Плайя-Хирон, во время Карибского кризиса, в ходе интернационалистических миссий и противостояния империалистической блокаде.
Я с удовольствием слушал некоторые его песни и в особенности ту, полную горячего чувства, в которой в ответ на призыв Родины «победить или умереть»  он прощается с человеческими мечтами. Я не знал, что он написал более 300 песен, добавив их к своим литературным трудам – источнику занимательного чтения и исторических фактов. Он защищал принципы справедливости, которые будут защищать в любое время и в любую.эпоху, пока люди дышат на этой земле.

Не будем говорить, что Альмейда умер! Сегодня он жив как никогда!